# Мустай
Муста́й (рос. Мустай) — присілок у складі Юкаменського району Удмуртії, Росія.
Населення — 21 особа (2010; 24 в 2002).
Національний склад (2002):
- удмурти — 58 %
- татари — 29 %